# Parafia św. Teodozego Peczerskiego w Malawie
Parafia świętego Teodozego Peczerskiego – parafia greckokatolicka w Malawie, w dekanacie przemyskim archieparchii przemysko-warszawskiej. Reaktywowana w 1991 roku. Terytorialnie obejmuje gminę Bircza.